# Saint-Jouin-sous-Châtillon
Pour les articles homonymes, voir Saint-Jouin (homonymie).
Saint-Jouin-sous-Châtillon est une ancienne commune française, située dans le département des Deux-Sèvres en région Nouvelle-Aquitaine.

## Géographie
Elle est située dans le nord-ouest des Deux-Sèvres, à proximité de la Vendée.

## Histoire
Le 15 février 1965, la commune fusionne avec Châtillon-sur-Sèvre sous le régime de la fusion simple pour constituer la nouvelle commune de Mauléon,.

## Politique et administration

### Liste des maires successifs
| Période | Période | Identité | Étiquette | Qualité |
| ------- | ------- | -------- | --------- | ------- |
|         |         |          |           |         |

## Démographie
| 1793 | 1800 | 1806 | 1821 | 1831 | 1836 | 1841 | 1846 |
| ---- | ---- | ---- | ---- | ---- | ---- | ---- | ---- |
| 957  | 512  | 689  | 621  | 586  | 753  | 753  | 882  |

| 1851 | 1856 | 1861  | 1866  | 1872  | 1876  | 1881  | 1886  |
| ---- | ---- | ----- | ----- | ----- | ----- | ----- | ----- |
| 973  | 988  | 1 030 | 1 060 | 1 029 | 1 030 | 1 041 | 1 070 |

| 1891  | 1896  | 1901  | 1906  | 1911  | 1921  | 1926 | 1931 |
| ----- | ----- | ----- | ----- | ----- | ----- | ---- | ---- |
| 1 090 | 1 146 | 1 076 | 1 088 | 1 097 | 1 019 | 996  | 994  |

| 1936 | 1946  | 1954 | 1962  | - | - | - | - |
| ---- | ----- | ---- | ----- | - | - | - | - |
| 996  | 1 013 | 973  | 1 175 | - | - | - | - |

## Culture locale et patrimoine

### Lieux et monuments
- Église Saint-Jouin[3]